# 臺北生技園區

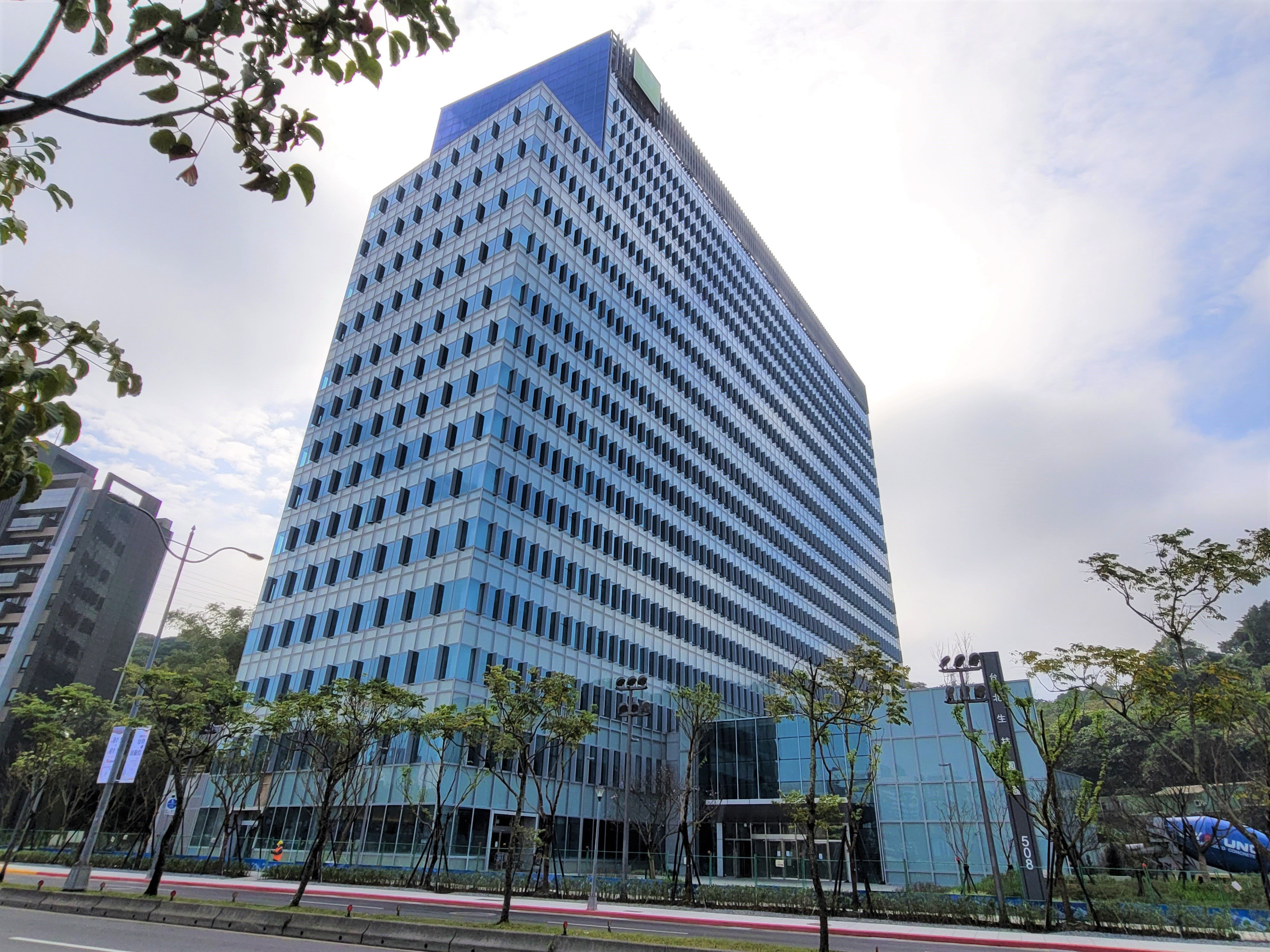
台北生技園區大樓

台北生技園區（英語：Taipei Bioinnovation Park，或稱南港生技園區，官方名稱：台灣首件聚焦生技產業開發計劃興建營運移轉案）是台北市長柯文哲任內招商的BOT案位於臺灣臺北市南港區的東區門戶計畫區是全台首件聚焦生技產業發展的臺北市政府BOT開發案，由東元集團旗下世正開發斥資50億元建造經營，基地建置為地上17樓，地下3樓，由軍方釋出土地，民間開發模式成效良好，未來陸軍後勤部基地配合台北市政府調整。

## 歷史
2021年12月23日舉行上梁儀式，2023年3月31日啟用。